# 墨提斯
墨提斯（“建议”、“机智”）在古希腊神话中是一个大洋神女（Oceanids），俄刻阿诺斯和特提斯的三千女儿之一。最初她是机智和计谋的女神，后来代表更广的智慧和沉思，是智慧女神和女战神雅典娜的母亲。

## 神话
主神克洛诺斯因为害怕自己的孩子将推翻自己，而将自己的新生的孩子逐个吞噬了；是墨提斯帮助幸存下来的宙斯推翻了克洛诺斯，她给克洛诺斯吃一种药剂，迫使其将吞下的孩子们都吐了出来。
宙斯开始追求墨提斯，而她则不停地变身以求逃避，可是宙斯的武力和力量比她更强，最终使她屈从了自己的意志，她就成为了宙斯的第一位伴侣。在她怀孕的时候，盖娅的一条神諭说他们的第一个孩子将是个女孩（雅典娜），其智力和力量将匹敌宙斯本人；而下一个男孩将重演他父亲（宙斯）及祖父（克洛诺斯）的经历，推翻自己的父亲而夺走王位。宙斯对这条神諭十分在意，巧言骗过墨提斯，乘她不留神的时候将她变为一滴水而吞下肚。[2]这成为了宙斯智谋的来源。
然而宙斯并未能如愿地阻止雅典娜的诞生。吞下孩子的母亲后，他开始剧烈地头痛，以至于大声号叫。原来墨提斯在他的头内打铁为雅典娜铸造一身盔甲。普罗米修斯、赫菲斯托斯和荷米斯赶来，将他带到特里同河（Τρίτων），在那里煉冶神赫菲斯托斯用大斧劈开了他的颅骨，全副武装的雅典娜就此跳出。